# 성지
성지(聖地) 또는 성소(聖所), 성역(聖域)은 각 종교에서 신성시하는 도시 또는 지역이다.

## 기독교의 성지
- 예루살렘
- 베들레헴(예수의 탄생지)
- 나사렛(예수의 고향)
- 로마
- 콘스탄티노폴리스
- 안티오크(5대 총대주교좌 위치)
- 알렉산드리아

## 이슬람교의 성지
- 메카
- 메디나
- 예루살렘
- 나자프
- 카르발라

## 유대교의 성지
- 예루살렘
- 헤브론
- 제파트
- 티베리아스

## 불교의 성지

### 팔대성지
- 룸비니(석가의 탄생지)
- 부다가야(석가가 깨달음을 얻은 곳)
- 사르나트(최초의 설법지)
- 라즈기르(포교의 땅)
- 슈라바스티(교단 본부의 땅)
- 산카샤(도리천에서 논장을 설한 후 내려온 땅)
- 바이샬리(마지막 여행의 땅)
- 쿠시나가르(반열반(입멸 · 죽음)의 땅)
- 아요디아
- 카필라바스투

### 상좌부 불교의 성지
- 바간
- 앙코르 와트
- 보로부두르

## 도교의 성지
- 타이 산
- 우당 산
- 숭 산
- 칭청 산

## 유교의 성지
- 취푸(공자의 탄생지)

## 힌두교의 성지
- 바라나시
- 브린다반
- 마투라
- 우자인
- 드와르카
- 쿠루크셰트라
- 인드라프라스타
- 하스티나푸라
- 아요디아
- 마두라이
- 카일라스 산

## 시크교의 성지
- 암리차르

## 자이나교의 성지
- 카일라스 산

## 조로아스터교의 성지
- 야즈드

## 신토의 성지
- 닛코
- 이세